# 脉络哇蒂蛛
脉络哇蒂蛛（学名：Wadicosa venatrix）为狼蛛科哇蒂蛛属的动物。分布于日本以及中国大陆的浙江、江西、福建、湖北、广东、四川、云南等地，主要生活于山区树林以及海岛沙滩。